# Antoine Abbeloos
Antoine Abbeloos (Sint-Gillis, 11 mei 1901 - ?) was een lid van het Belgisch verzet in de Tweede Wereldoorlog.
Abbeloos was garagehouder en verhuizer. Hij werd door de Gestapo gearresteerd op 21 juni 1941, de dag van de start van Operatie Barbarossa, een ogenblik waarop de Duitsers meerdere personen arresteerden die voor de oorlog actief waren in linkse milieus. Abbeloos werd 5 maanden opgesloten in het Fort van Breendonk omdat hij voor de oorlog enkele auto's met hulpgoederen naar Spanje had gestuurd om het linkse verzet te steunen tijdens de Spaanse Burgeroorlog.
Op 17 augustus 1942 werd hij in Brussel als verhuizer ingehuurd door het Joodse gezin van Majlek Traksbetryger. Traksbetryger had van de Duitse bezetter het bevel gekregen zich aan te melden, maar besloot in plaats daarvan te verhuizen naar Genval. Daar weigerde de huisbaas hen echter toe te laten omdat de Duitsers verboden Joden te huisvesten.
Ten einde raad wendde het gezin zich tot Abbeloos, die hen terug meenam naar Brussel en verstopte in een onafgewerkt huis in Anderlecht waarvan hij eigenaar was. De familie verbleef er een jaar, terwijl Abbeloos hun huisraad bewaarde. Abbeloos en zijn vrouw Flore Abbeloos bleven het gezin 30 maanden onderhouden, en hielp hen nieuwe schuilplaatsen te vinden tot het eind van de oorlog. De zestienjarige dochter Esther glipte op een avond naar buiten om de bioscoop te bezoeken. Ze werd gearresteerd en gedeporteerd naar Auschwitz. Ze zou haar ouders pas na de oorlog terugzien.
Toen Majlek aan Abbeloos vroeg 300.000 Belgische frank te bewaren, wilde deze laatste het geld enkel aanvaarden als er een notariële akte werd opgemaakt waarin werd vastgesteld dat het geld toebehoorde aan Majlek. 
Het gezin Abbeloos hielp ook andere Joodse gezinnen, onder meer door verzegelde woningen van verdreven Joodse gezinnen open te breken en de huisraad mee te nemen naar de nieuwe schuilplaats, zodat de Duitsers niets konden stelen. 
Antoine's vrouw  Flore Abbeloos werd 10 dagen vastgehouden en gemarteld door Duitsers die vermoeden dat ze Joden verborg. Ze heeft geen informatie gelost. 
Naast de hulp aan Joden hielpen Antoine en Flore Abbeloos het Belgisch verzet in de Tweede Wereldoorlog met de verspreiding van Le Faux Soir en La Libre Belgique, en verborgen ze wapens en munitie in hun huis. 
Antoine en Flore Abbeloos kregen op 21 mei 1975 de titel Rechtvaardige onder de Volkeren.